# Самоотречение
Самоотречение — умышленное воздержание от удовольствий, обычно практикуется теми, кто ценит аскетизм и считает, что жертвует поверхностными и тривиальными удовольствиями ради большей психологической выгоды. При самоотречении происходит внутреннее отречение от продолжающей активно жить «личности», и, в отличие от самопожертвования, не совершается волевым актом, а добывается в результате «духовного рождения» после долгого и напряжённого пути духовного роста.

## Положительные эффекты
Самоотречение иногда связывают с ингибиторным контролем и эмоциональной саморегуляцией, о положительных сторонах которых говорят авторы Робин Ковальски и Марк Лири. По мере того, как люди привыкают к материальным благам, они часто испытывают гедонистическую адаптацию, вследствие чего у них происходит привыкание к более красивым вещам и снижается склонность наслаждаться повседневными удовольствиями. Дефицит может заставить людей сосредоточиться на более глубоком наслаждении опытом, что поднимает им настроение.

## Отрицательные эффекты
Некоторые авторы утверждают, что самоотречение включает в себя избегание и сдерживание счастья и приятные личностные переживания, что только вредит другим людям. Отдельные критики самоотречения предполагают, что оно может привести к ненависти к себе. Есть также те, кто называют самоотречение формой микро-суицида, потому что оно угрожает физическому здоровью человека, эмоциональному благополучию или личным целям.

## Религия и самоотречение
Самоотречение способно быть важным элементом религиозной практики в различных системах верований. Примером может служить самоотречение, отстаиваемое некоторыми христианскими конфессиями, где оно считается средством достижения счастья и более глубокого религиозного понимания, которое иногда описывается, как «стать истинным последователем Христа». Самоотречение в христианстве базируется на признании высшей, божественной воли, которой практикующий христианин предпочитает придерживаться и ставит выше своих желаний. В повседневной жизни это может выражаться в отказе от некоторых физически приятных, но с религиозной точки зрения неуместных действий, иногда называемых «желаниями плоти», которые, например, могут включать в себя определённые сексуальные практики и чрезмерное увлечение едой или питьём. В христианстве Иисус часто упоминается как положительный пример самоотречения, как в отношении дел, совершённых им при жизни, так и в отношении принесённой им жертвы. По мнению некоторых протестантов, самоотречение является сверхчеловеческой добродетелью, доступной только через Иисуса.